# Taoyuan (dzielnica)
Taoyuan (chiń. 桃園; pinyin Táoyuán; pe̍h-ōe-jī Thô-hn̂g) – dzielnica i siedziba administracyjna miasta Taoyuan na Tajwanie. W 2014 roku liczyła 417 366 mieszkańców.
W przeszłości samodzielne miasto i siedziba powiatu Taoyuan. 25 grudnia 2014 roku, wraz z przekształceniem powiatu Taoyuan w miasto wydzielone, pozbawione statusu miasta i ustanowione dzielnicą oraz siedzibą administracyjną nowo utworzonego miasta wydzielonego.